# Гойя (премия, 2022)
XXXVI церемония вручения премии «Гойя» (исп. XXXVI edición de los Premios Goya) — кинопремия прошедшая 12 февраля 2022 года во Дворце искусств королевы Софии, Валенсия, где проводилась впервые.
Номинации в каждой из категорий были объявлены в начале ноября, за награды боролись 160 фильмов. Номинации были объявлены 29 ноября 2021 года актёрами Натали Поса и Хосе Коронадо.

## Количество номинаций и наград за фильм
| Номинации | Фильмы по названию    | Премии |
| --------- | --------------------- | ------ |
| 20        | Самый лучший босс     | 6      |
| 15        | Майсабель             | 3      |
| 8         | Параллельные матери   | 0      |
| 6         | Законы границ         | 5      |
| 6         | Средиземноморье       | 3      |
| 6         | Libertad              | 2      |
| 3         | Жозефина              | 0      |
| 2         | Дочь                  | 0      |
| 2         | La vida era eso       | 0      |
| 2         | Chavalas              | 0      |
| 1         | Кто нас остановит     | 1      |
| 1         | Гениальное ограбление | 1      |
| 1         | Валентина             | 1      |
| 1         | The Monkey            | 1      |
| 1         | Tótem Loba            | 1      |
| 1         | Mama                  | 1      |
| 1         | Ama                   | 0      |

## Победители и номинанты

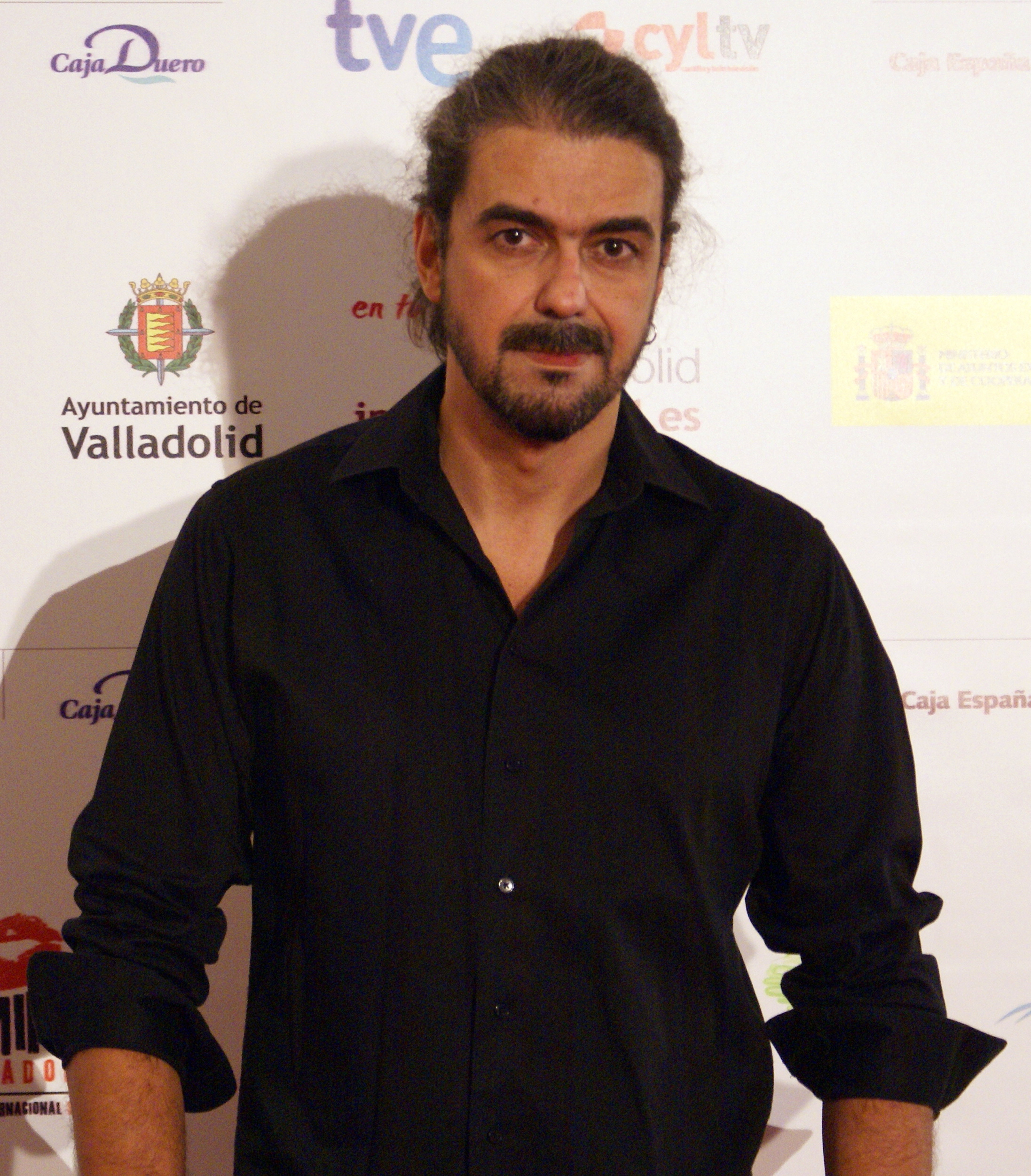
Победитель в номинациях «Лучшая режиссура» и «Лучший оригинальный сценарий», Фернандо Леон де Араноа.

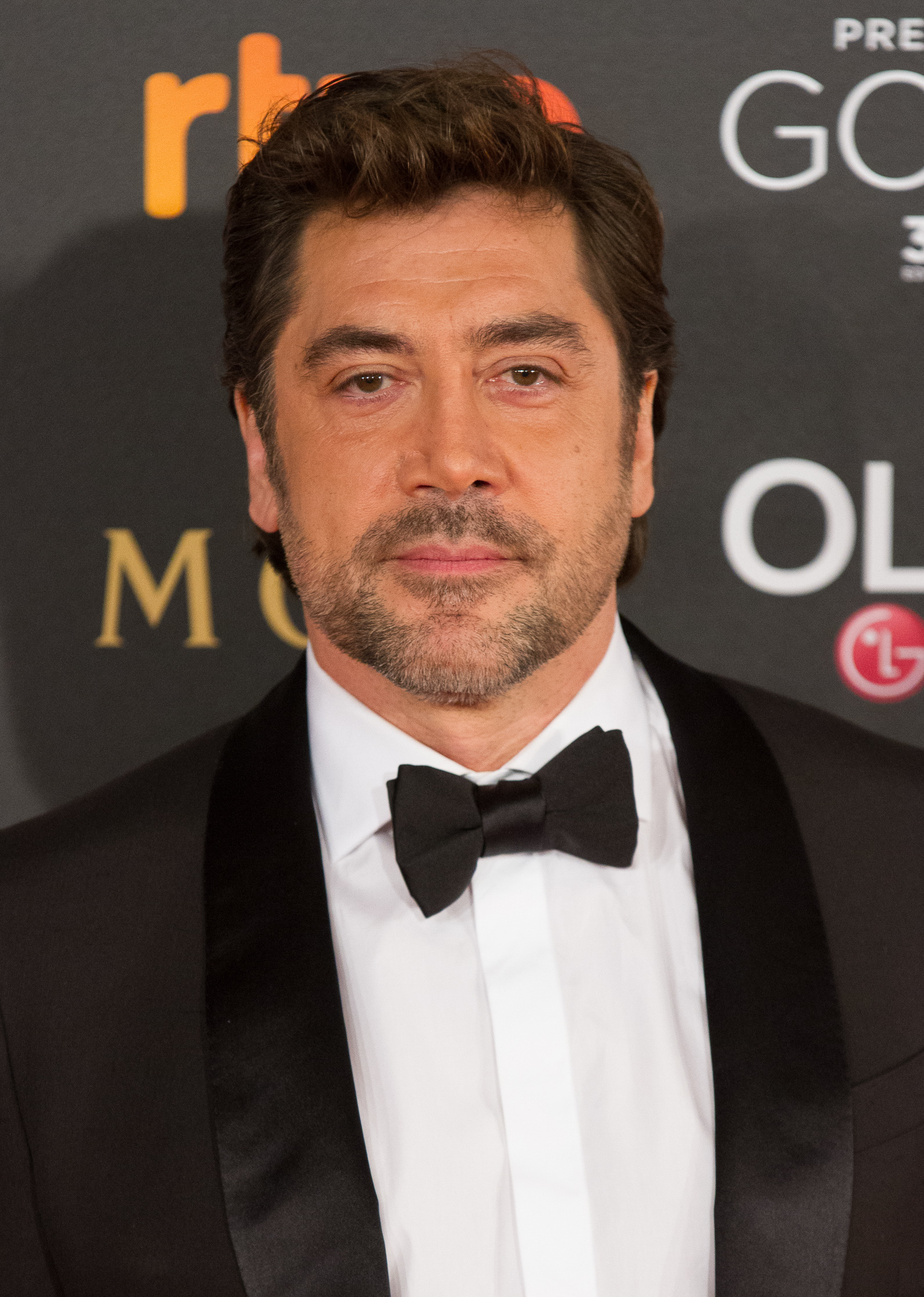
Победитель в номинации «Лучшая мужская роль», Хавьер Бардем.

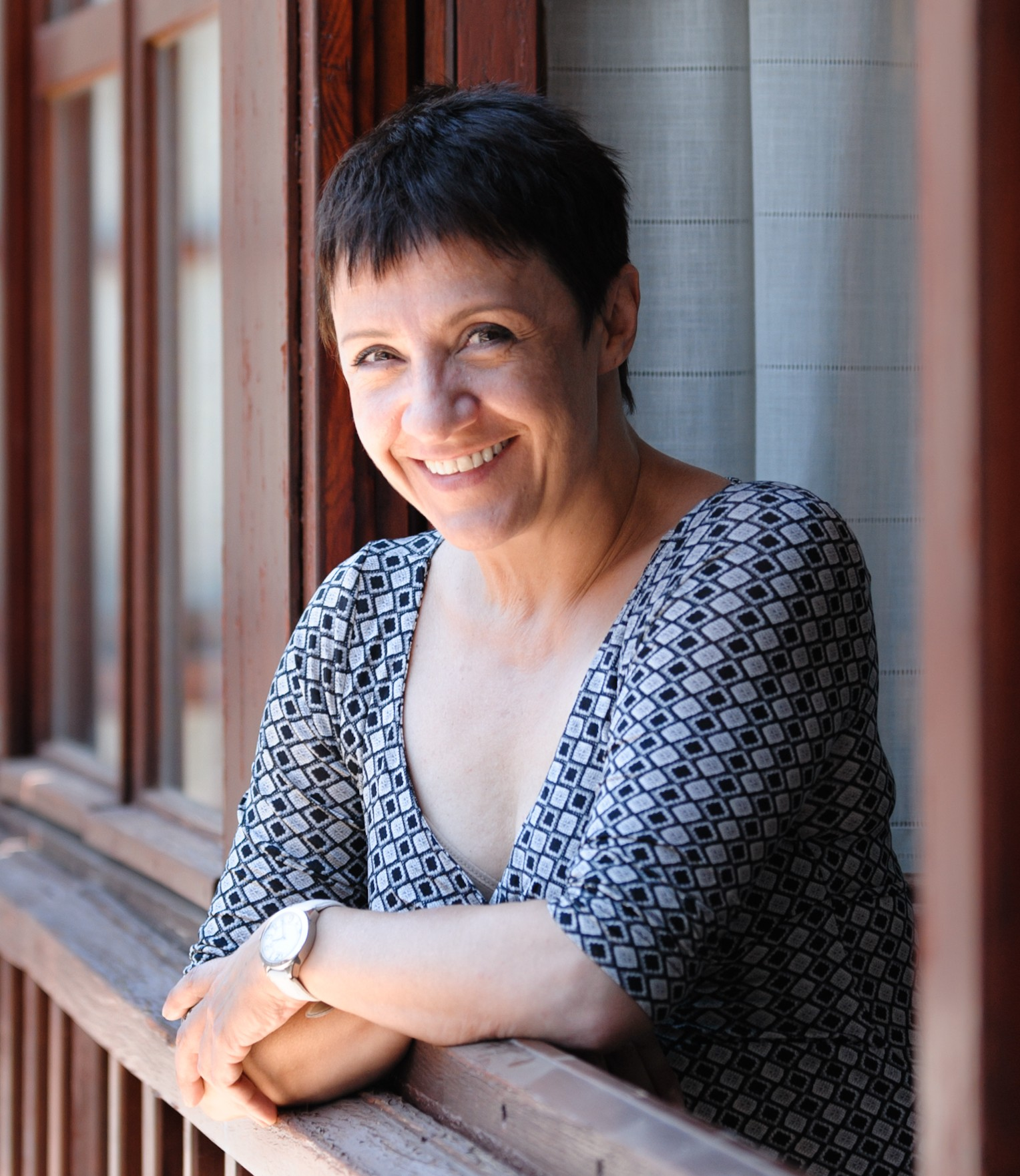
Победительница в номинации «Лучшая женская роль», Бланка Портильо.

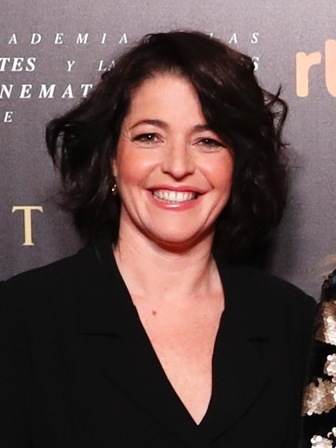
Победительница «Лучшая женская роль второго плана», Нора Навас.

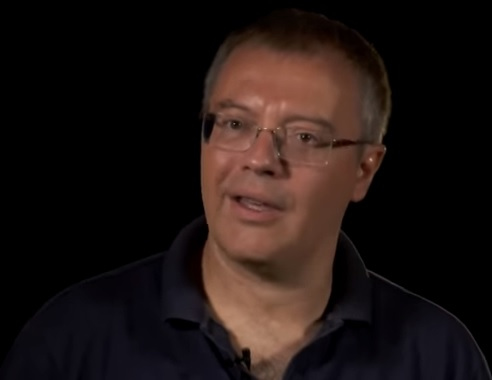
Победитель в номинации «Лучший адаптированный сценарий», Даниэль Монсон.

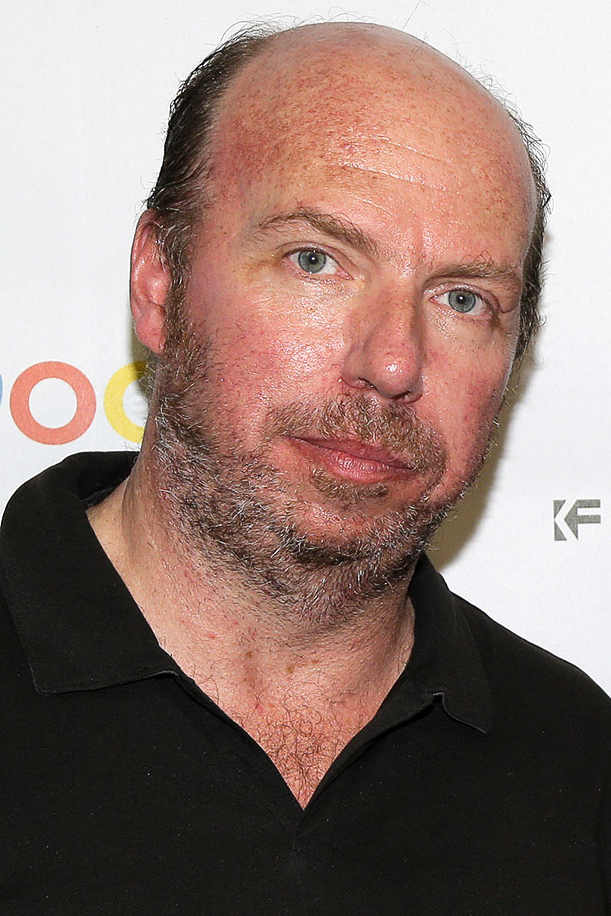
Со-победитель в номинации «Лучший адаптированный сценарий», Хорхе Геррикаэчеваррия.

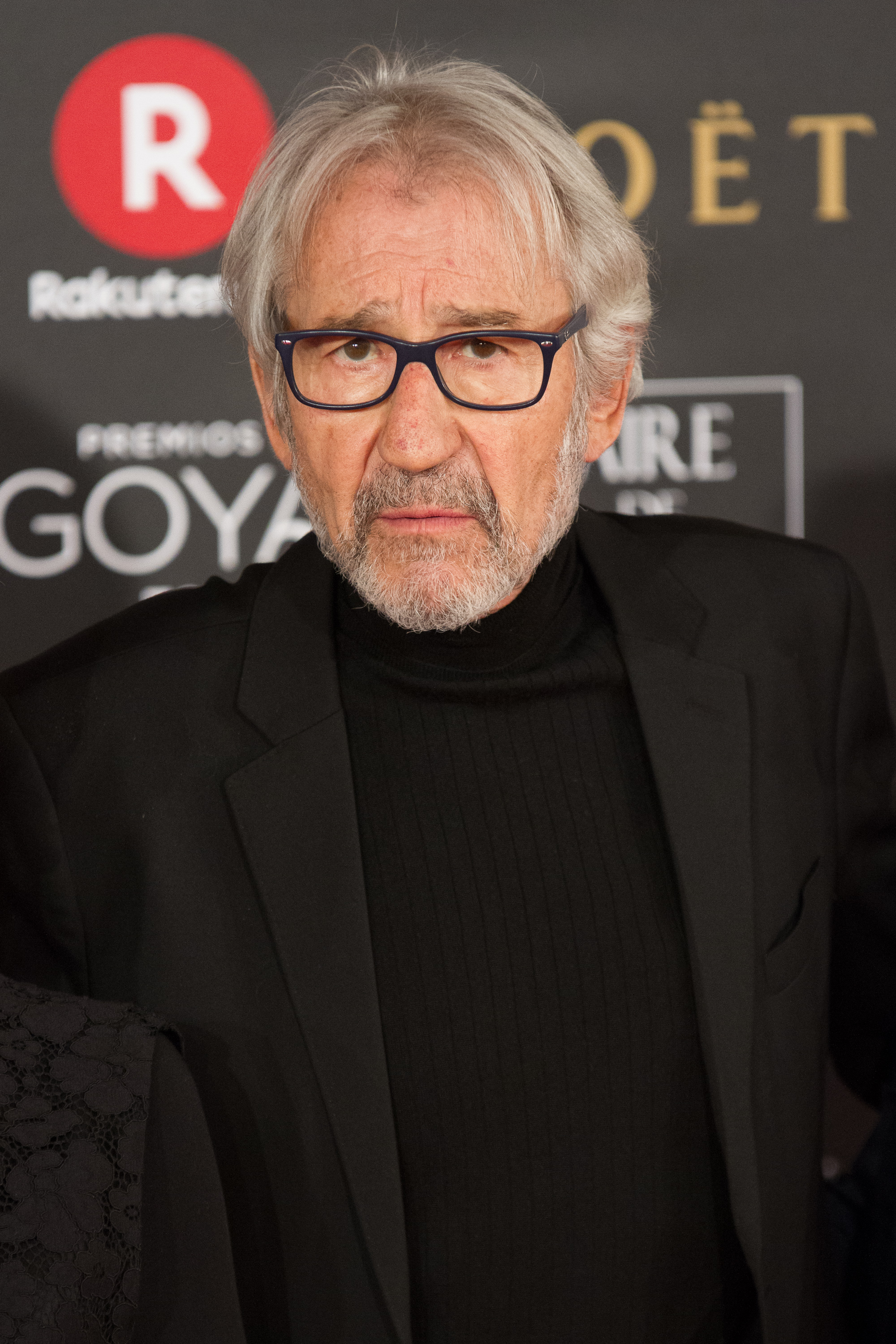
Премия «Гойя» за заслуги, Хосе Сакристан.

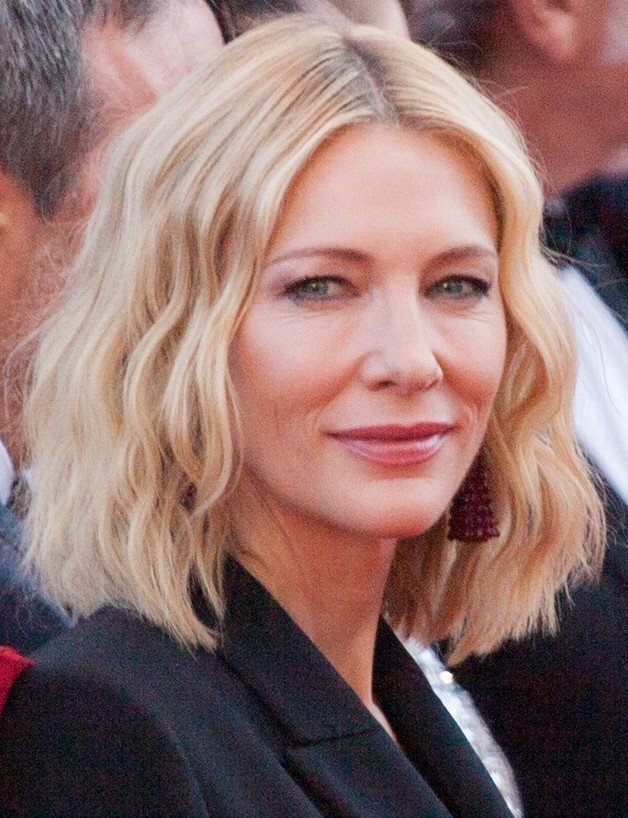
Международная Премия «Гойя», Кейт Бланшетт.

| Лучший фильм | Лучшую режиссуру |
| --- | --- |
| - Самый лучший босс - Майсабель - Параллельные матери - Средиземноморье - Libertad | - Самый лучший босс — Фернандо Леон де Араноа - Дочь — Мануэль Мартин Куенка - Параллельные матери — Педро Альмодовар - Майсабель — Исиар Больяин |
| Лучшая мужская роль | Лучшая женская роль |
| - Хавьер Бардем — Самый лучший босс в роли Хулио Бланко - Хавьер Гутьеррес — LaДочь в роли Хавьер - Луис Тосар — Майсабель в роли Ибон Эчезаррета - Эдуард Фернандес — Mediterráneo в роли Оскар Кампс | - Бланка Портильо — Майсабель в роли Майсабель Ласа - Эмма Суарес — Josefina в роли Берта - Петра Мартинес — La vida era eso в роли Мария - Пенелопа Крус — Параллельные матери в роли Янис Мартинес Морено |
| Лучшая мужская роль второго плана | Лучшая женская роль второго плана |
| - Урко Оласабаль — Майсабель в роли Луи Карраско - Сельсо Бугальо — Самый лучший босс в роли Фортуна - Фернандо Альбису — Самый лучший босс в роли Роман - Маноло Соло — Самый лучший босс в роли Мираллес | - Нора Навас — Libertad в роли Терезы - Сония Альмарча — Самый лучший босс в роли Адела - Айтана Санчес-Хихон — Параллельные матери в роли Тереза Феррерас - Милена Смит — Параллельные матери в роли Ana Мансо Феррерас |
| Лучший мужской актёрский дебют | Лучший женский актёрский дебют |
| - Хесус Сальгадо Лопес — Законы границ в роли Зарко - Оскар де ла Фуэнте — Самый лучший босс в роли Хосе - Тарик Рмили — Самый лучший босс в роли Кхалед - Хорхе Мотос — Lucas в роли Лукаса | - Мария Керезуела — Майсабель в роли Марии - Анхела Сервантес — Chavalas в роли Сорая - Альмудена Амор — Самый лучший босс в роли Лилиан - Nicolle García — Libertad в роли Либертад |
| Лучший оригинальный сценарий | Лучший адаптированный сценарий |
| - Самый лучший босс — Фернандо Леон де Араноа - Libertad — Клара Роке - Майсабель — Исиар Больяин, Иза Кампо - Tres — Хуанхо Хименес Пенья, Пере Альтамира | - Законы границ — Даниэль Монсон, Хорхе Геррикаэчеваррия(на основе «Законы границ», Хавьер Серкас) - Ama — Джулия Де Пас, Нурия Дунхо Лопес (по одноимённому короткометражному фильму Хулии де ла Пас) - Чрево моря — Агусти Вильяронга (по роману Océano mar Алессандро Барикко) - Pan de limón con semillas de amapola — Бенито Самбрано, Кристина Кампос (по роману тёзки Кристины Кампос)                                                         |
| Лучший режиссёрский дебют | Лучший документальный фильм |
| - Libertad — Клара Роке - Chavalas — Кэрол Родригез - Жозефина — Хавьер Марко Рико - La vida era eso — Дэвид Мартин де лос Сантос | - Quién lo impide - El retorno: la vida después del ISIS - Héroes. Silencio y rock & roll - Блюз для Тегерана |
| Лучшая продюсерская работа | Лучший монтаж |
| - Средиземноморье — Альберт Эспел, Костас Сеакьянакис - El amor en su lugar — Оскар Виджола - 'Самый лучший босс — Луис Гутьеррес - Майсабель — Гваделупе Балагер Треллес | - Самый лучший босс — Ванесса Маримберт - Ниже нуля — Антонио Фрутос - Жозефина — Мигель Добладо - Майсабель — Начо Руис Капильяс |
| Лучшая музыка | Лучшая песня |
| - Самый лучший босс — Зельтия Монтес Муньос - Бабушка — Фатима Аль Кадири - Майсабель — Альберто Иглесиас - Средиземноморье — Арнау Батальер | - «Te espera el mar», Mediterráneo — Написано — Мария Хосе Льерго - «Burst Out», Álbum de posguerra — Написано — Анхель Лейро, Жан-Поль Дюпейрон, Хавьер Капеллас - «Que me busquen por dentro», El Cover — Написано — Антонио Ороско, Хорди Колелл Пинильос - «Las leyes de la frontera», Законы границ — Написано — Алехандро Гарсия Родригес, Антонио Молинеро Леон, Даниэль Эскортелл Блондино, Хосе Мануэль Кабрера Эскот, Мигель Гарсия Кантеро |
| Лучшая операторская работа | Лучшая работа художника |
| - Средиземноморье — Кико Де ла Рика - Самый лучший босс — Пау Эстев Бирба - Libertad — Джордан Грей - Параллельные матери — Хосе Луис Алькайне - Средиземноморье — Кико Де ла Рика | - Законы границ — Балтер Галларт - Самый лучший босс — Цезарь Макарони - Параллельные матери — Антсон Гомес - Майсабель — Микель Серрано |
| Лучшие костюмы | Лучший грим |
| - Законы границ — Виниет Эскобар - El amor en su lugar — Альберто Валькарсель - Самый лучший босс — Фернандо Гарсия - Майсабель — Клара Бильбао | - Законы границ — Сараи Родригес, Бенджамин Перес, Начо Диас - Самый лучший босс — Альмудена Фонсека, Маноло Гарсия - Libertad — Эли Аданес, Серхио Перес Бербель, Начо Диас - Майсабель — Кармеле Солер, Серхио Перес Бербель |
| Лучший звук | Лучшие спецэффекты |
| - Tres — Даниэль Фонтродона, Ориол Тарраго, Марк Бех, Марк Ортс - Самый лучший босс — Иван Марин, Пелайо Гутьеррес, Валерия Арсьери - Параллельные матери — Серхио Бурманн, Лайя Казановас, Марк Ортс - Майсабель — Алазне Аместой, Хуан Ферро, Кандела Паленсия | - Гениальное ограбление — Пау Коста, Лаура Педро - Самый лучший босс — Рауль Романильос, Мириам Пикер - Бабушка — Рауль Романильос, Ферран Пикер - Средиземноморье — Алекс Виллаграса |
| Лучший мультипликационный фильм | Лучший короткометражный мультипликационный фильм |
| - Валентина - Gora automatikoa - Mironins - Salvar el árbol (Zutik!) | - The Monkey — Лоренцо Дегль’Инноченти, Хосе Сапата, режиссёры; Диого Карвалью, Николас Матжи, Нуно Беато, Хосе Сапата, продюсеры - Nacer — Роберто Валле, режиссёр; Карлос Валье Касас, Иван Миньямбрес, Нестор Лопес, продюсер - Proceso de selección — Карла Перейра, режиссёр; Палома Мора, продюсер - Umbrellas — Альваро Роблес, Хосе Пратс, режиссёры; Ана Мария Ферри, Рамон Алос Санчес, продюсеры                                           |
| Лучший короткометражный документальный фильм | Лучший короткометражный фильм |
| - Mama — Пабло де ла Чика, режиссёр; Дэвид Касас Риско, Дэвид Торрес Васкес, Диего Урручи, Эдуардо Хименес, Фернандо Дж. Монге, Хорди Рубио, Кэтлин Макиннис, Мигель Гонсалес, Нестор Лопес, Су-Джон Канг, продюсеры - Dajla: cine y olvido — Артуро Дуэньяс Эрреро, режиссёр и продюсер - Figurante — Начо Фернандес, режиссёр; Кристобаль Гарсия, продюсер - Ulisses — Джоан Бовер, режиссёр и продюсер | - Tótem loba — Вероника Эчеги, режиссёр; Алекс Гарсия, Артуро Вальс, Кармела Мартинес Олиарт, Феликс Туселл Санчес, продюсеры - Farrucas — Ян де ла Роса, режиссёр; Карлотта Шиавон, Инес Масса, Яна Диас Юл, Пау Брюне, продюсеры - Mindanao — Борха Солер, директор; Эдуардо Вильянуэва, Лорена Лух, продюсеры - Votamos — Сантьяго Рекехо, режиссёр и продюсер - Yalla — Карло Д’Урси, режиссёр и продюсер                                         |
| Лучший иностранный фильм на испанском языке | Лучший европейский фильм |
| - Кордильеры снов (Чили) — Патрисио Гусман - Песня без имени (Перу) — Мелина Леон - Las siamesas (Аргентина) — Паула Эрнандес - Волки (Мексика) — Самуэль Киши | - Ещё по одной (Дания) — Томас Винтерберг - Счастливо оставаться (Франция) — Альбер Дюпонтель - Я создан для тебя (Германия) — Мария Шрадер - Девушка, подающая надежды (Великобритания) — Эмиральд Феннел |
| Премия «Гойя» за заслуги | Международная Премия «Гойя» |
| Хосе Сакристан | Кейт Бланшетт |

## Заметка
1. ↑  Два фильма под названием Libertad были номинированы на премию «Гойя» 2022 года. Libertad Клары Роке получил номинации, а Libertad Энрике Урбису был номинирован на премию «Гойя» за лучший грим и прическу.